# Virginia Apgar
Virginia Apgar (Westfield (New Jersey), 7 juni 1909 - New York, 7 augustus 1974) was een Amerikaanse chirurg, hoogleraar en anesthesiologe die in 1949 een scoringssysteem ontwikkelde ter beoordeling van de gezondheid van pasgeborenen, de apgarscore. In 1952 publiceerde ze een aangepaste versie hiervan. De test geeft één minuut, vijf minuten en tien minuten na de geboorte inzicht in de conditie van de baby wat betreft ademhaling, hartslag, spierspanning, huidskleur en reactie op prikkels.